# Saldus (rejon)
Saldus (łot. Saldus rajons) – okręg w południowo-zachodniej Łotwie, funkcjonujący w latach 1949–2009.
Rejon graniczył z Litwą oraz z rejonami: Dobele, Kuldyga, Lipawa i Tukums.
Zniesiony 30 czerwca 2009, w ramach reformy administracyjnej.